# Mariano Biasin
Mariano Biasin (nacido en 1980 en Buenos Aires) es un director de cine y guionista argentino.

## Biografía
Mariano Biasin nació en Buenos Aires en 1980 y estudió dirección cinematográfica en la Escuela Profesional de Cine de “Eliseo Subiela” allí. Luego trabajó como asistente de dirección en más de 30 largometrajes argentinos e internacionales. Entre otros, trabajó con el propio Eliseo Subiela, con Paula Hernández, Pablo Giorgelli, Diego Lerman, Gastón Duprat y Julio Chávez . Su primer cortometraje de ficción El inicio de Fabrizio se proyectó en el Festival de Cine de Berlín 2016 en la sección Generación y fue galardonado con el Oso de Cristal.
Su largometraje Sublime se estrenó en el Festival de Cine de Berlín en febrero de 2022, donde se proyectó en la sección Generation.
Biasin también fue responsable de la música de varias de sus películas.

## Filmografía
- 2005: Marisol (Directora y Guion)
- 2006: Hojas sueltas (cortometraje, dirección y guion)
- 2014: Nemesis Days (guion)
- 2015: El inicio de Fabrizio (cortometraje, dirección y guion)
- 2015: Historias breves 11: 20 años (director y guion)
- 2018: Cálculos (cortometraje, director y guion)
- 2020: Área chica infierno grande (cortometraje, dirección y guion)
- 2022: Sublime (director y guion)

## Premios y nominaciones
Festival Internacional de Cine de Berlín
- 2016 : Premio al Mejor Cortometraje con el Oso de Cristal en la sección Generación Kplus (El inicio de Fabrizio)
- 2022 : Nominación al Oso de Cristal en la sección Generación 14plus (Sublime)
- 2022: Nominada al Premio Teddy (Sublime)
- 2022: isma

Outfest Los Ángeles
- 2022: Galardonado con el Gran Premio del Jurado al Mejor Guion en un Largometraje Narrativo Internacional (Sublime)[3]

Festival de Cine de San Sebastián
- 2022: Nominación al Premio Horizons (Sublime)

Festival Internacional de Cine de Seattle
- 2022: Galardonado con el Gran Premio del Jurado en el Concurso Iberoamericano (Sublime)
- 2022: Nominado al Premio del Jurado Juvenil Futurewave (Sublime)[4][5]